# Гмыря, Сергей Петрович
Серге́й Петро́вич Гмы́ря (укр. Сергій Петрович Гмиря; 26 января 1954, Алчевск — 24 октября 2013) — украинский политик, коммунист, народный депутат Верховной Рады Украины 2, 3 и 4 созывов. Член центрального комитета КПУ.

## Биография
Отец Сергея Гмыри, Пётр Арсентьевич, был директором Алчевского металлургического завода; а мать, Валентина Петровна, — работала культработником. В 1977 году окончил Донецкий государственный университет по специальности «История». В 1977—1981 годах работал учителем истории в средней школе № 23 города Коммунарска. Затем получил звание кандидата исторических наук, доцента кафедры истории и политологии Донбасского горно-металлургического института города Алчевска Луганской области.
В 1994, 1998 и 2002 годах Гмыря избирался народным депутатом Украины от Коммунистической партии .
Умер 24 октября 2013 года. Похоронен на Байковом кладбище Киева.